# Meconopsis cambrica
Meconopsis cambrica (укр. Валлійський мак) — вид рослин родини макові.

## Історія
У 1753 році Карл Лінней зачислив рослину до роду мак, однак у 1814 її перенесли до азійського роду меконопсис через відмінності у будові квітки з маками. Останні дослідження молекулярної філогенетики 2011 року показують, що рослина таки належить до роду мак і назва Papaver cambricum, яку спочатку дав Лінней, має бути повернута.

## Будова
Листя поділене на нерівнозначні сегменти. Жовті квіти з'являються навесні та влітку на струнких квітконіжках.

## Поширення та середовище існування
Зростає у лісах та горах Західної Європи. Єдиний вид роду Меконопсис, що росте за межами Азії.

## Практичне використання
Використовується на логотипі партії Плайд Кемри.

## Галерея

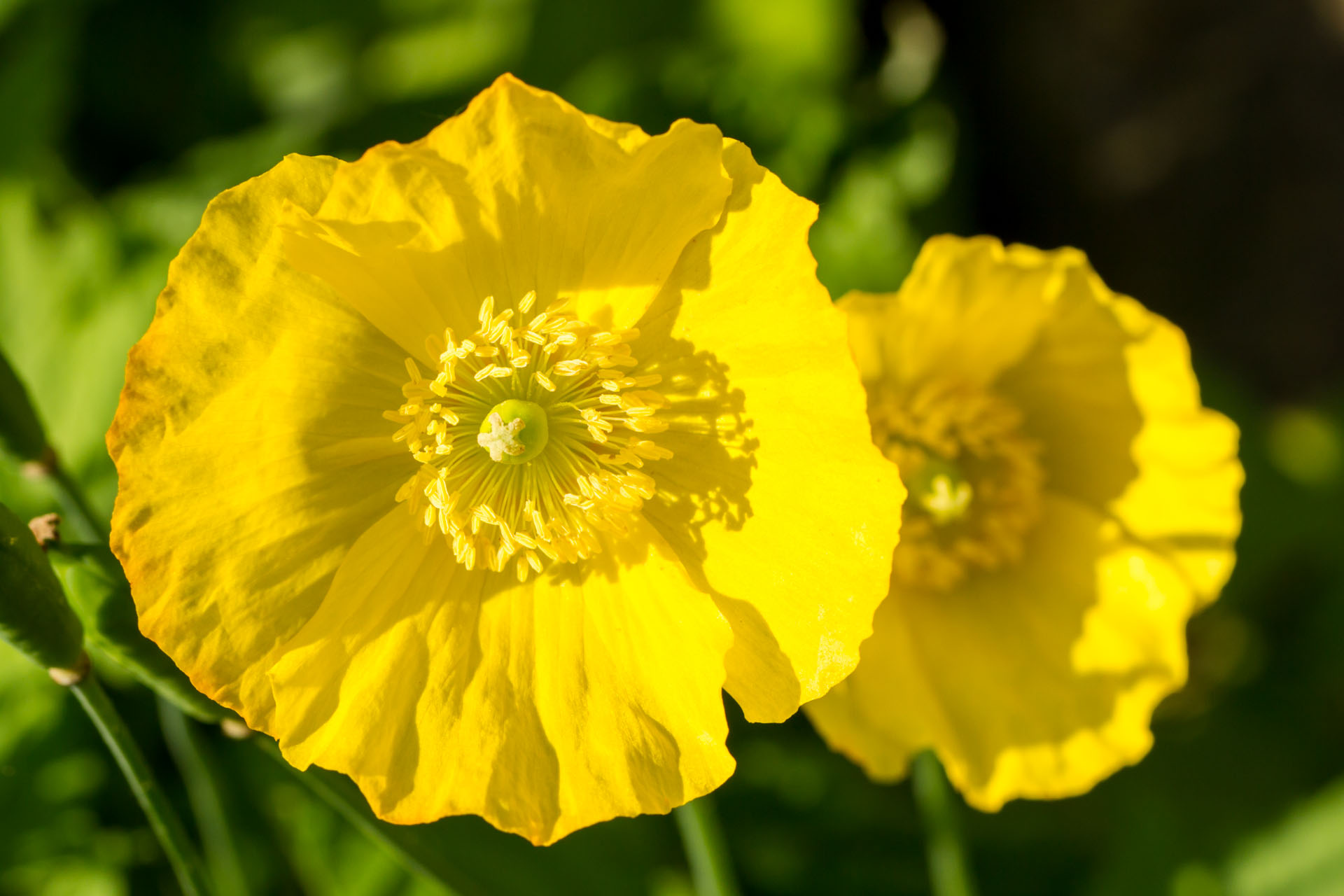
Квіти
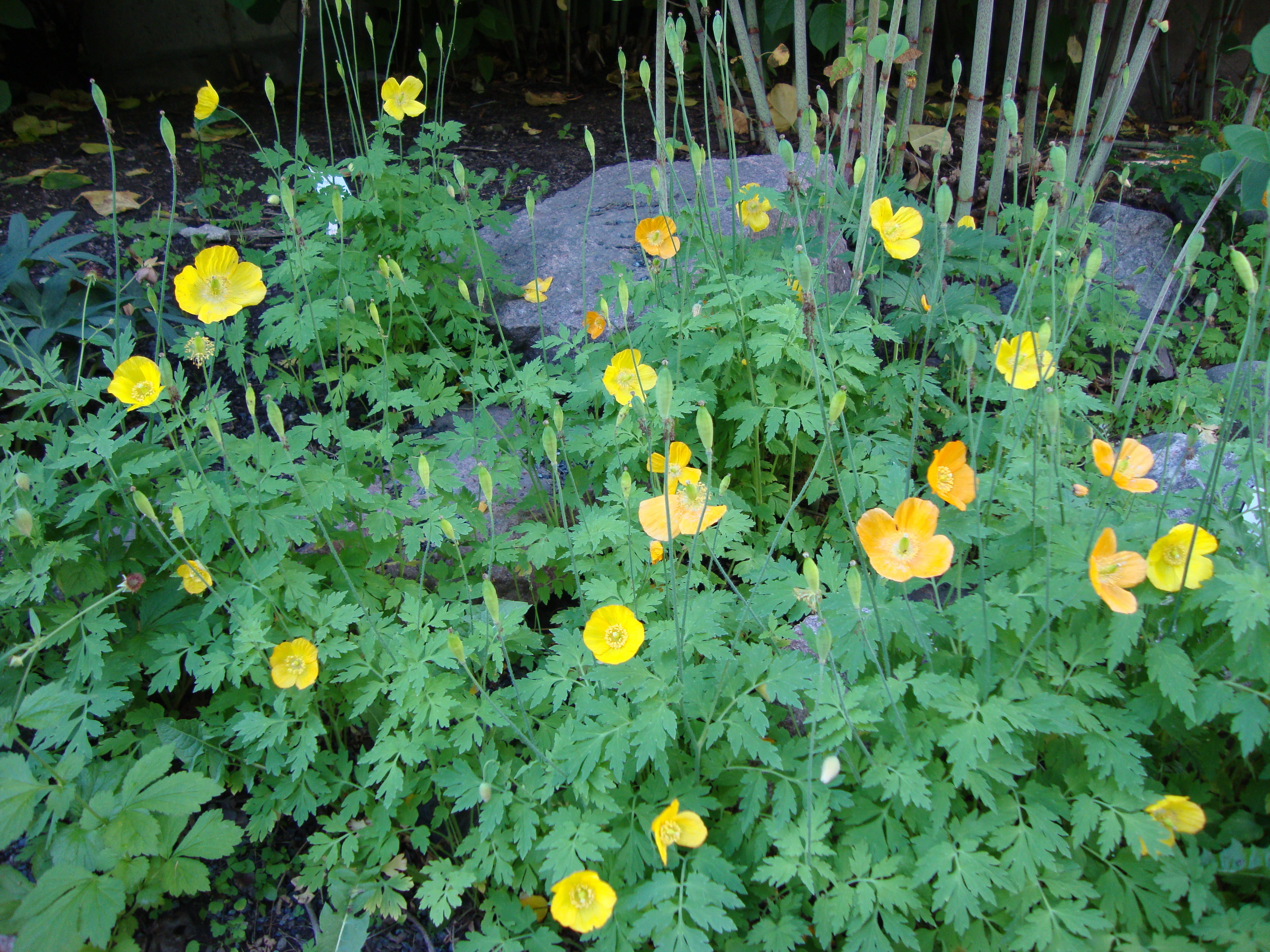
Зовнішній вигляд
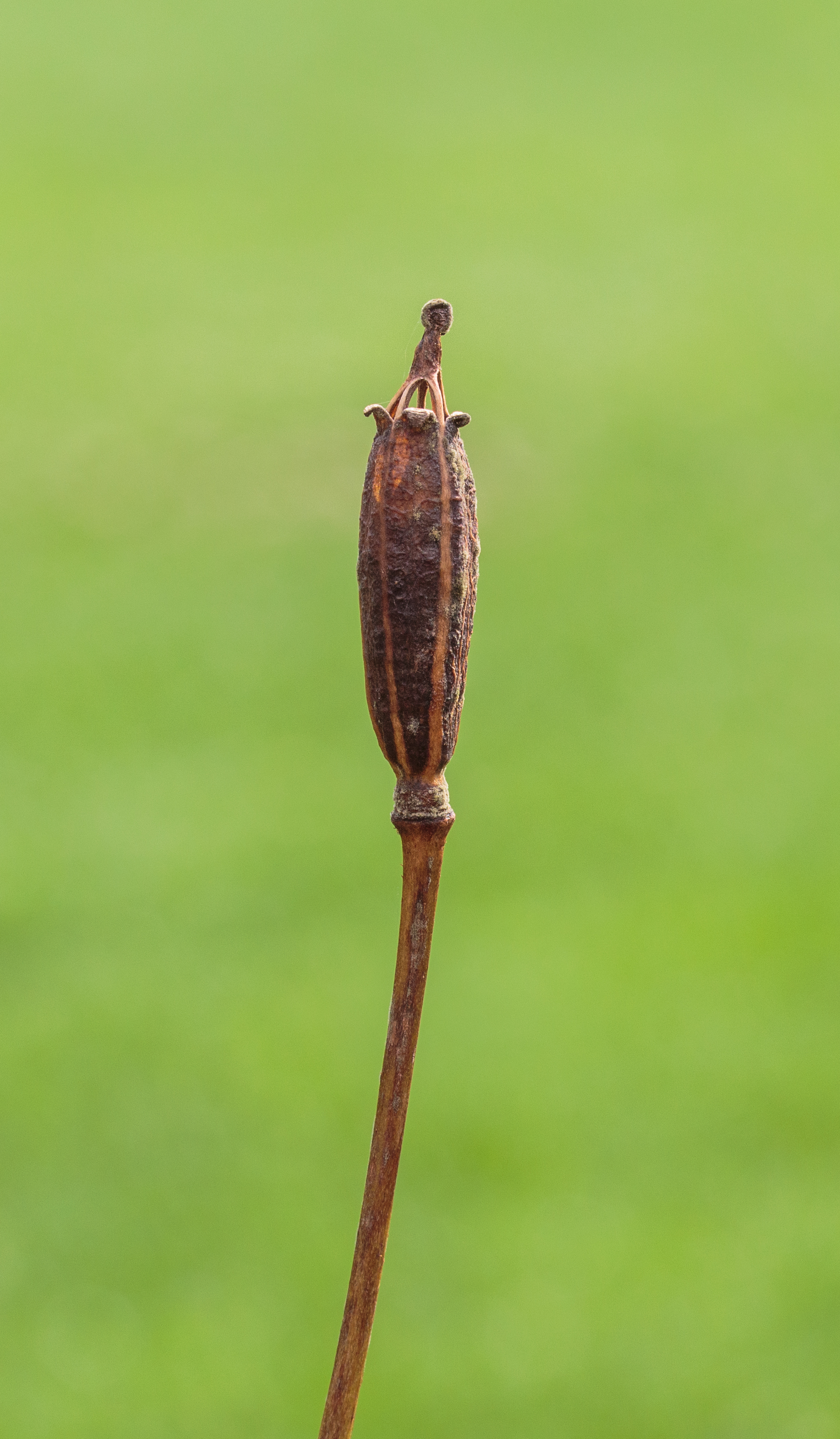
Плід